# Memoria de la nieve
Memoria de la nieve, poemario de Julio Llamazares de 1982, a pesar de su carácter “épico”, presenta  características líricas (brevedad, intensidad, connotación). Igual que ocurriera en La lentitud de los bueyes, también aquí se pretende el rescate de la memoria colectiva, ancestral y mítica del norte.
- Datos: Q6009958